# Centre Excursionista de Badalona
El Centre Excursionista de Badalona és una entitat que té com a principal activitat l'excursionisme, a més d'altres seccions: senderisme, alpinisme, escalada, BTT i esquí, entre d'altres.
El CEB té la seu al carrer Sant Miquel, 34 de Badalona. L'entitat prové de l'Agrupació Excursionista de Badalona, fundada el mes de juny de l'any 1925 i tancada després de la guerra civil, el 3 de març de 1940. Es refundà l'any 1948 amb el nom actual. L'any 2000, l'entitat commemorà el seu 75è Aniversari, i com a cloenda realitzà l'edició d'un llibre que desvetlla la trajectòria dels anys de l'Agrupació. El Centre ha estat guardonat en aquesta celebració, per la Federació d'Entitats Excursionistes de Catalunya i pel consistori de l'Ajuntament de Badalona.
El centre és una entitat badalonina que neix el 1925 per la iniciativa de Josep Maria Rosés i Francesc Prat. El seu naixement coincideix amb el despertar de moltes altres entitats excursionistes a Catalunya. La filosofia de l'Agrupació es basava en l'expansió de l'excursionisme i el coneixement de la terra, la difusió de la cultura i l'estudi del patrimoni badaloní. En la dècada dels anys trenta, es va convertir en el motor de la divulgació cultural de Badalona. L'Agrupació va funcionar a través de seccions. La d'Arqueologia i Història va promoure i participar en un gran nombre d'excavacions arqueològiques i va promoure la creació del Museu de Badalona. El 1940, després de la Guerra Civil, la seva activitat es va veure estroncada i es va clausurar l'entitat per raons fonamentades per les consignes dictatorials del govern d'aquell moment. La major part del material que albergava l'entitat es va traslladar a altres centres. El Museu Arqueològic de Barcelona fou una de les institucions que en va rebre. L'esperit associatiu dels membres de l'Agrupació va fer que el 1948 renaixés l'entitat sota el nom de Centre Excursionista de Badalona. Un centre viu avui dia.
La secció de tenis de taula, creada l'any 1938, va escindir-se el 2008, donant lloc al Club Tennis Taula Badalona.

## Fons
Part del seu fons es conserva a l'Arxiu Fotogràfic de Barcelona. El fons conté documentació reunida per l'Agrupació Excursionista de Badalona. L'afany de l'entitat pel coneixement del país i per l'estudi del patrimoni cultural va generar la recopilació d'aquestes fotografies de final del segle xix i començament del XX. Les imatges ens mostren part de la Barcelona monumental, però majoritàriament aplega fotografies de poblacions catalanes, d'algunes de les ciutats més importants d'Espanya i d'Itàlia. Ens permeten passejar-nos i aturar-nos a contemplar la riquesa arquitectònica del país. Cal destacar la col·lecció de cianotípies que conté el fons.